# Бадамша
Бадамша (каз. Бадамша) — село, центр Каргалинського району Актюбінської області Казахстану. Адміністративний центр та єдиний населений пункт Бадамшинського сільського округу.
У радянські часи село мало статус смт і називалось Батамшинський. 2000 року селище отримало сучасну назву та статус села.
Населення — 5868 осіб (2021; 5359 у 2009, 5412 у 1999, 7754 у 1989).